# M. Brent Donnellan
M. Brent Donnellan   (19 de juny de 1972) és professor de psicologia a la Universitat Estatal de Michigan. És conegut per la investigació sobre psicologia social i psicologia de la personalitat.

## Biografia
M. Brent Donnellan va néixer el 19 de juny de 1972 a Springfield, Ohio (Estats Units d'Amèrica). Donnellan va completar la seva carrera de pregrau a la Universitat de Califòrnia a Davis el 1994, rebent la seva llicenciatura en psicologia. L'any 2001, va rebre el seu doctorat en psicologia del desenvolupament humà de Davis.
Es va incorporar al professorat del Departament de Psicologia de la Universitat Estatal de Michigan (MSU) l'any 2003. Donnellan va rebre el càrrec i una promoció de la MSU el 2009. Actualment té el grau de professor de psicologia. Anteriorment, va ensenyar a la Universitat de Texas A&M, on va exercir com a cap de departament associat des de gener de 2016 fins a agost de 2017. Donnellan té una afiliació de fa molt de temps al Family Transitions Project, que segueix els participants mentre fan la transició de l'adolescència a l'edat adulta.
És autor o coautor de 130 articles de revistes (o en premsa), un llibre editat, 21 capítols de llibres i un llibre sota contracte.

## Investigació
La investigació de Donnellan ha abastat diverses àrees, com ara el desenvolupament dels trets de la personalitat, el desenvolupament de l'autoestima, la personalitat i les relacions romàntiques, i diverses qüestions metodològiques. El seu enfocament principal de recerca se centra normalment en el desenvolupament de la personalitat al llarg de la vida, així com en com les característiques varien d'un entorn a un altre.
Un aspecte de la transició adolescència-edat adulta en què s'ha centrat principalment Donnellan és l'autoestima. Va investigar els pros i els contres de l'autoestima global alta i baixa, que reflecteix l'avaluació global d'una persona sobre el valor personal i l'adequació amb relació a la seva percepció ideal de qui és com a persona.
Les persones amb una alta autoestima es beneficien de tenir mecanismes d'afrontament complets i mostren comportaments que faciliten el rendiment productiu, com ara l'èxit laboral i el rendiment acadèmic. Normalment són capaços d'evitar problemes de salut mental i física, l'abús de substàncies i el comportament antisocial. També tenen més probabilitats de tenir relacions socials saludables, perseverar en situacions difícils, tenir una sensació positiva de benestar personal i rebre opinions positives dels companys.
A l'altra banda de l'espectre, els individus amb baixa autoestima pateixen una salut mental i física pitjor, incloent símptomes depressius i problemes de salut; experimenten pitjors perspectives econòmiques, de tant en tant il·lustren comportaments antisocials i tendeixen a mostrar nivells més alts de comportament delictiu durant l'adolescència.
La investigació que han fet Donnellan i els seus col·legues apunta a diversos «macro» factors per determinar la correlació entre la baixa autoestima i els problemes d'exteriorització en un aspecte negatiu. Un suggeriment és que la baixa autoestima debilita els llaços amb la societat, disminuint així la conformitat a les normes socials i augmentant la delinqüència. Un altre suggeriment és que la manca d'autoestima positiva incondicional i/o la baixa autoestima està relacionada amb problemes psicològics, que inclouen l'agressivitat.
També han pres un punt de vista d'enfocament «micro» per determinar la relació entre la baixa autoestima i la conducta delinqüent. Un punt de vista era estudiar els processos de desenvolupament que impliquen transaccions persona-entorn. Podria ser que una influència ambiental o social obligués a l'individu a actuar de determinades maneres, i és l'entorn el que cal canviar per tenir un eventual efecte positiu sobre l'individu. Posteriorment, també hi ha un component de suport parental que els investigadors han considerat breument com a punt de partida per a futurs casos de baixa autoestima.